# Meropleon cosmion
Meropleon cosmion är en fjärilsart som beskrevs av Dyar 1924. Meropleon cosmion ingår i släktet Meropleon och familjen nattflyn. Inga underarter finns listade i Catalogue of Life.